# Апрель

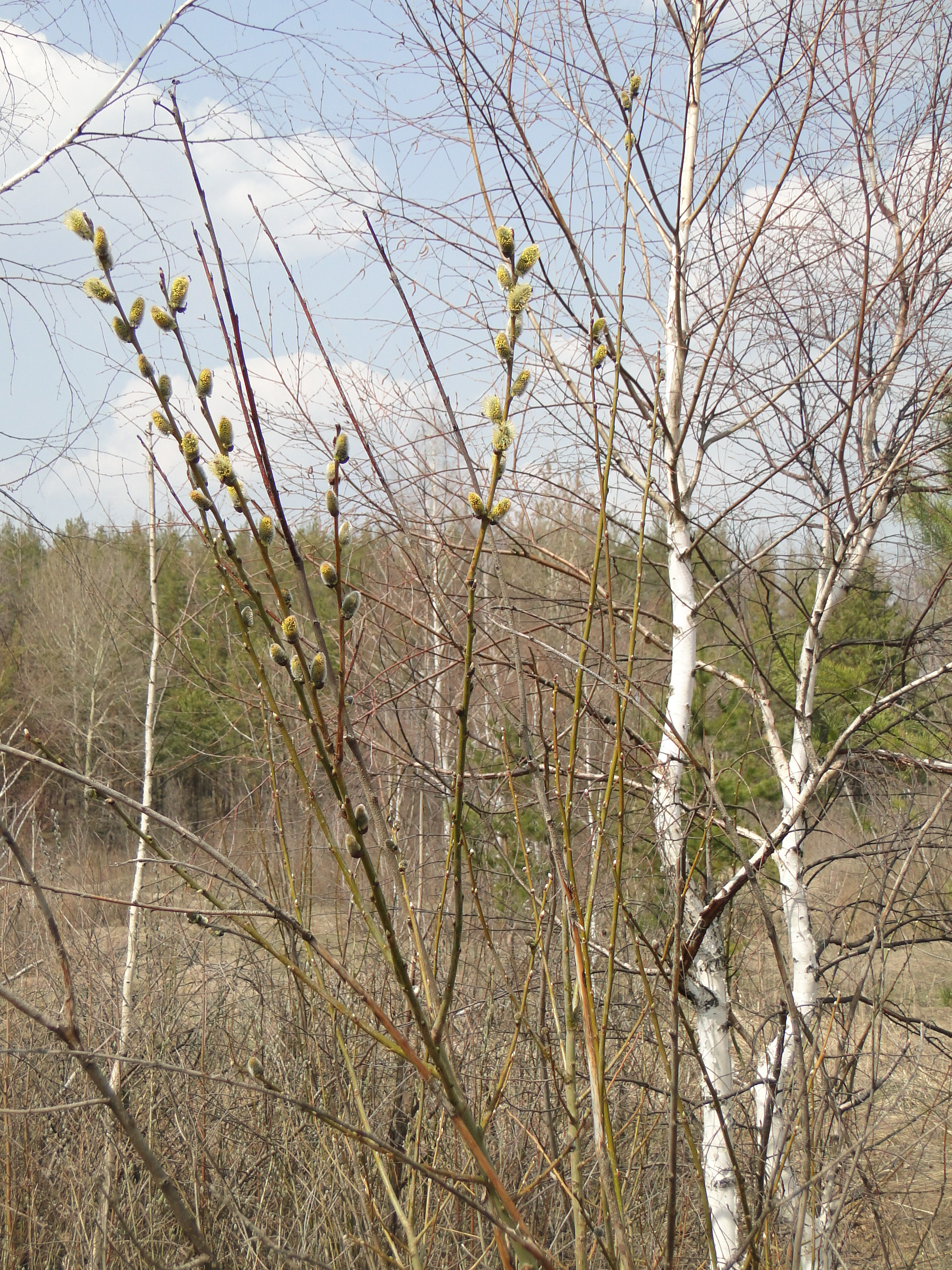
Волоски на деревьях в апреле

Апре́ль (лат. Aprīlis — варианты: «открывающий», «согреваемый солнцем», «месяц Афродиты») — четвёртый месяц года в юлианском и григорианском календарях, второй месяц староримского года, начинавшегося до реформы Цезаря с марта. Один из четырёх месяцев длиной в 30 дней.
В Северном полушарии Земли является вторым месяцем весны, в Южном — вторым месяцем осени.
В современную эпоху до 18 апреля по григорианскому календарю солнце стоит в созвездии Рыб, с 18 апреля — в созвездии Овна.

## Статистика и описание
Среднемесячная температура апреля в Европейской части России от -8 °С в Воркуте, до +12.5°C в Сочи. В Москве средняя температура равна 7°C, норма солнечного сияния — 164,5 часов.
Переход среднесуточной температуры выше нуля происходит около 20-25 марта, самый ранний срок — 4 февраля (2002), поздний — 24 апреля (1929). Снеговой покров сходит около 8 апреля, самый ранний срок — 25 февраля (2014), поздний — 21 апреля (1926). Около 20 апреля полностью оттаивает почва, самый ранний срок — 8 апреля (1935), поздний — 5 мая (1929). Апрель — месяц половодья.
В этом месяце (данные для Подмосковья) начало сокодвижения у берёзы. После того, как сойдёт снег, зацветают мать-и-мачеха, орешник, красная верба, ольха, перелески, волчье лыко, чистяк, лютик и т. д.
С юга прилетают чибисы и журавли. Ближе к концу месяца (после 24 числа) начинает куковать кукушка.
Для сельского хозяина и огородника апрель один из самых деятельных месяцев. В Средней Европе в этом месяце происходит посев яровых хлебов, овощей, клевера и т. д. Тогда же начинается подчистка и посадка деревьев, орошение лугов, в огородах сеют и пересаживают различные овощи. Начало сева ранних яровых хлебов в средней полосе России происходит непосредственно после полного оттаивания почвы, во второй половине месяца. В апреле же вместе с цветением растений начинается работа пчёл. Важная роль, которую апрель играет в экономической жизни народа, сказывается в целой массе пословиц или народных правил, относящихся к нему. Вследствие частых перемен, испытываемых погодой в этом месяце, в просторечии непостоянную погоду называют апрельской, по той же причине часто сменяющиеся желания и капризы называют апрельскими причудами.

## История и этимология

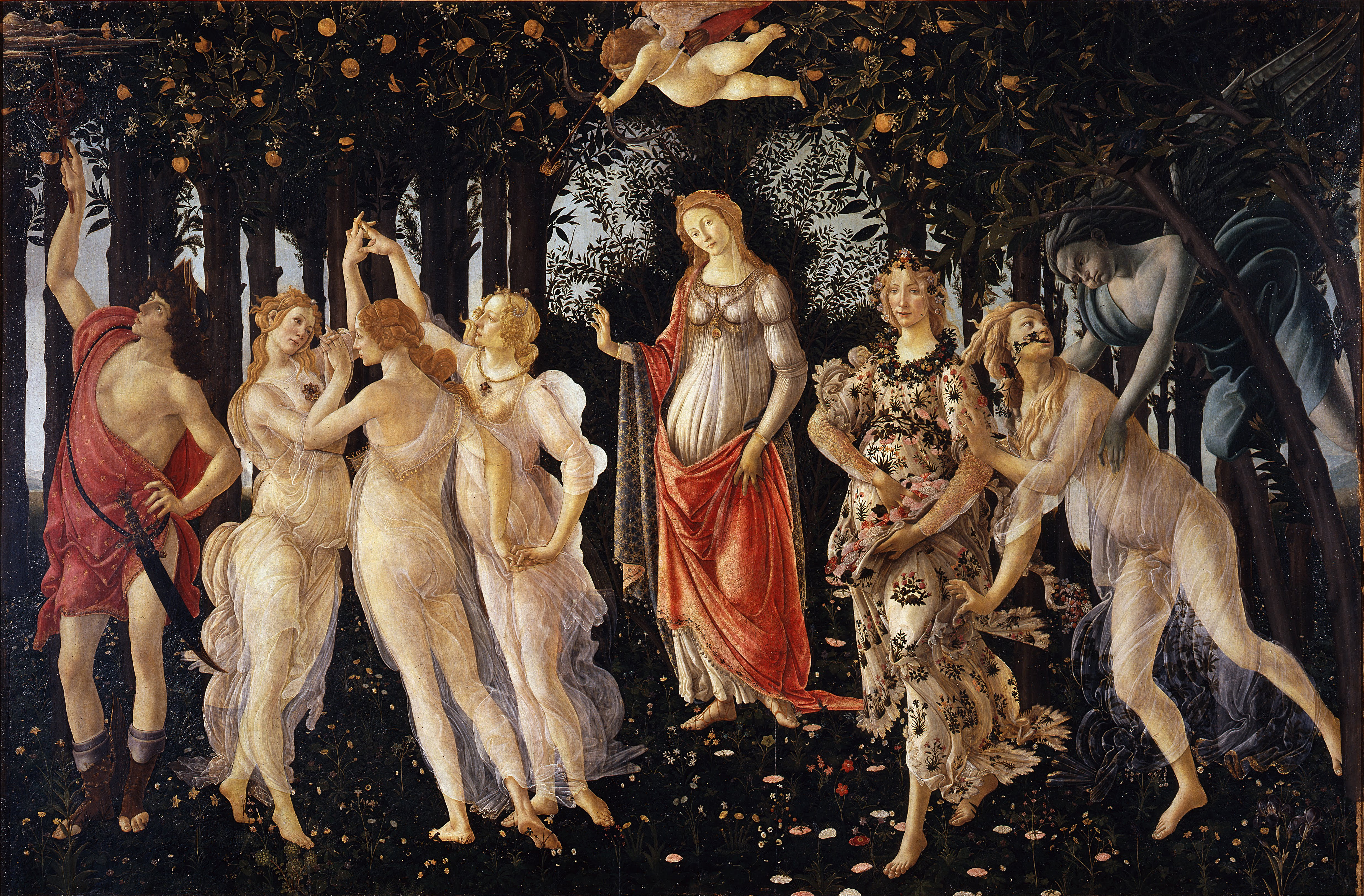
«Весна», (картина Боттичелли, 1477), в центре изображена богиня Венера

Название апреля, вероятно, происходит, как признавали уже и древние (например Макробий в «Сатурналиях», где в свою очередь имеются указания на более ранних авторов), от латинского глагола aperire (или aperio) — «открывать», потому что в этом месяце в Италии открывалась, начиналась весна, зацветали деревья и цветы. Эта этимология поддерживается сравнением с современным греческим использованием слова ἁνοιξις (anoixis) — «открытие» для обозначения весны. По другой версии, наименование месяца производится от латинского слова apricus — «согреваемый солнцем».
Так как некоторые из римских месяцев были названы в честь божеств, то апрель тоже посвящали богине Венере (Festum Veneris). Поскольку праздник Fortunae Virilis проводится в первый день месяца, было высказано предположение, что само название месяца Aprilis произошло от Aphrilis, что есть отсылка к греческой богине Афродите (ἀφρός, aphrós — «пена»), ассоциируемой римлянами с Венерой, рождённой из пены, отсюда название месяца Aprilis, образованное от άφρός (пена), могло писаться, как Aphrilis; этрусский вариант имени этой богини — Апру (Apru). Якоб Гримм предполагал существование гипотетического бога или героя Апера (Aper) или Апруса (Aprus).
Апрель имеет теперь 30 дней, но до реформы Юлия Цезаря имел только 29. В это время открывался самый продолжительный сезон, посвящённый богам (19 дней), на протяжении которого в Древнем Риме не работали все судебные учреждения. В апреле 65 года, после раскрытия заговора Пизона, направленного против личности императора Нерона, испуганный римский Сенат объявил о переименовании месяца апрель в «нероний»; это наименование после смерти Нерона, последовавшей в 68 году, не употреблялось.
Исторические английские названия апреля включают его англосаксонское обозначение Oster-monath или Eostur-monath. Беда Достопочтенный утверждал, что название этого месяца имело своим корнем название праздника Пасхи (Easter — в современном английском). Кроме того, он допускал, что месяц мог быть назван и в честь языческой богини Eostre, которую чествовали в это время. Карл Великий тоже хотел сохранить для него немецкое название Ostermonat — «пасхальный месяц»; у голландцев апрель назывался Grasmonat («месяц травы»). Уже в новое время в немецкой коммуне Эшенбург были попытки переименовать его в Wandelmonat или Wandelmond («месяц перемен»). В древнерусском календаре (до утверждения христианства) месяц назывался березозол, в народных месяцесловах также — снегогон, ручейник, водолей, первоцвет.

## На других языках

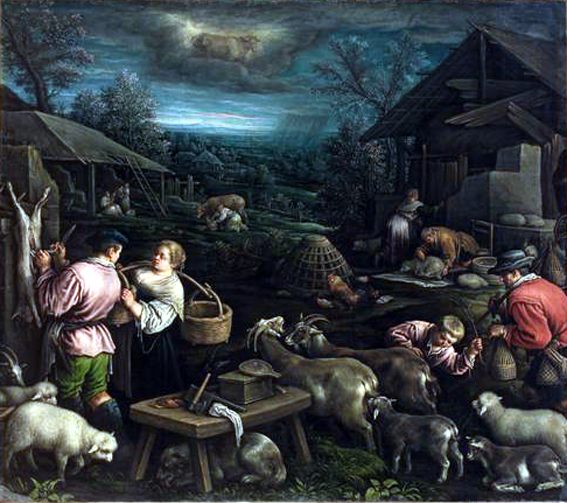
«Апрель» (картина Леандро Бассано, 1595/1600 гг.)

В большинстве языков Европы название апреля соответствует латинской традиции. Однако есть несколько исключений.
На финском языке месяц называется huhtikuu, то есть «месяц сожжения деревьев», так как в этом месяце рубили и жгли деревья, чтобы очистить землю под сельскохозяйственные угодья. В чешском языке апрель называется duben, от слова «дуб». На украинском языке — квітень, в польском — kwiecień, от слова «цветение». Близко по смыслу белорусское название апреля — красавік — «цветущий». На хорватском языке — travanj — «травяной». Турецкое наименование месяца — Nisan — следует древней ближневосточной традиции, имея корнем шумерское слово nisag — «первые плоды». На литовском языке называется balandis, буквально — «голубь».
В современных китайском и японском языках апрель обозначен как «четвёртый месяц».

## В культуре

### Музыка
- «Апрель» — песня группы «Кино», альбом «Звезда по имени Солнце», 1989 год.
- «Апрель» — белорусский диджей, электронный музыкант и битмейкер.
- «April» — композиция группы Deep Purple.

### Изобразительное искусство
- «Апрель» — картина Леандро Бассано, 1595/1600 гг.

### Кинематограф
- Апрель — короткометражный советский фильм Отара Иоселиани, 1961
- Апрель — российский кинофильм 2001 года Константина Мурзенко.
- Апрельские дожди — американский независимый фильм 2009 года.

## Праздники

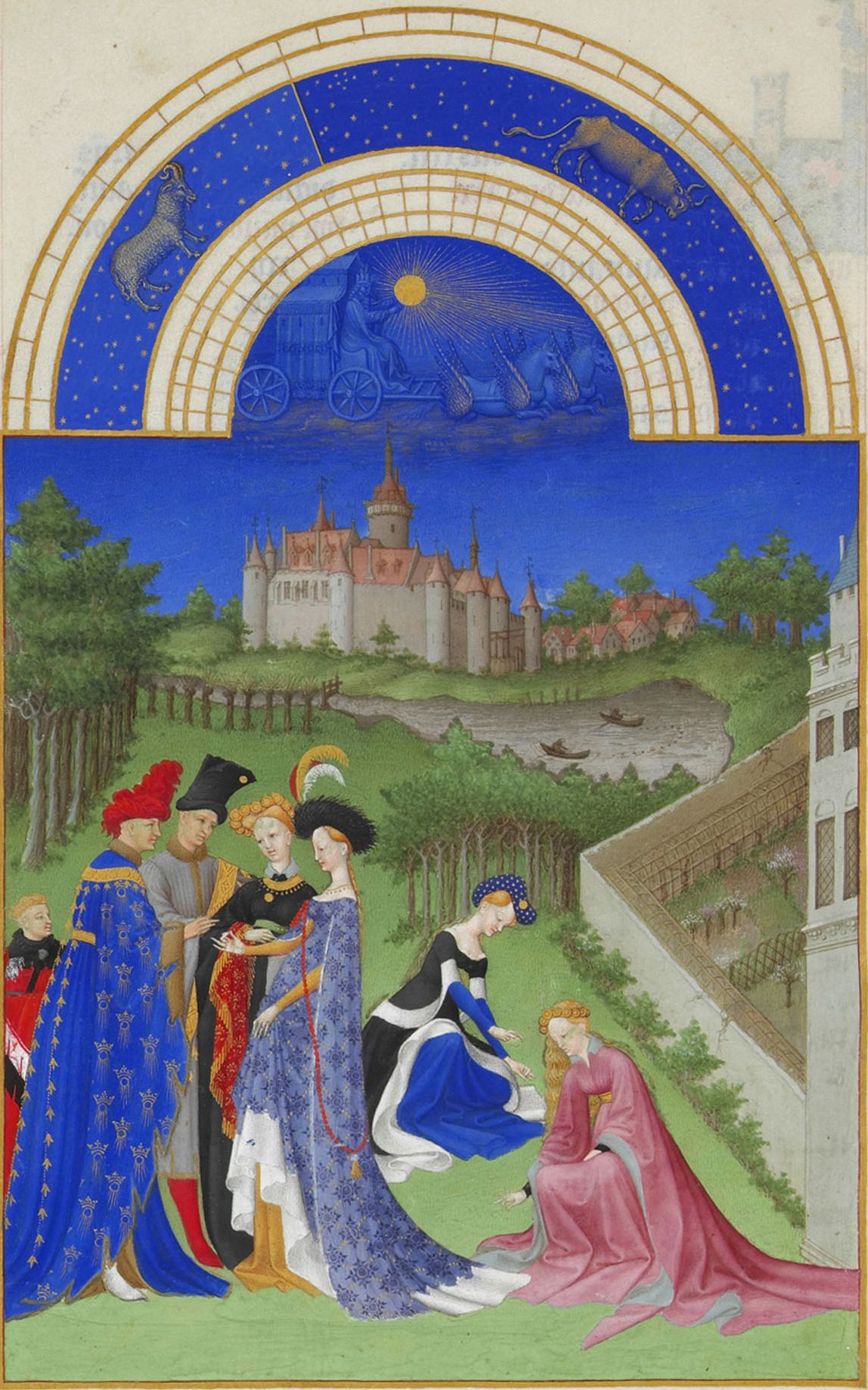
«Апрель» (Великолепный часослов герцога Беррийского, 1410—1490-е)

- 1 апреля — День смеха; Международный день птиц
- 7 апреля — праздник Благовещения Пресвятой Богородицы у христиан, придерживающихся «старого стиля»
- 8 апреля — Международный день цыган
- 12 апреля — Всемирный день авиации и космонавтики
- 16 апреля — День работника полиции Армении
- 22 апреля — День Земли
- 23 апреля — Всемирный день книг и авторского права
- 30 апреля — День пожарной охраны

«Скользящие»
- Пасха.
- Пейсах.
- Весак (в полнолуние) — день рождения Будды.
- Капля воды — крупица золота (первое воскресенье апреля).
- Вторая суббота — День народов Среднего Урала[13] (с 2003 года).
- Первое воскресенье — День геолога.